# The Last Tour On Earth
The Last Tour On Earth е първият и единствен официален лайв албум на индъстриъл метъл групата „Мерилин Менсън“. Включва оригинални записи от Rock is Dead и Mechanical Animals турнетата, направени по време на американската им част. The Dope Show e записана в Кливланд, Охайо, на което се дължи и промяната в текста, където по принцип се пее, че наркотиците се правят в Калифорния, но в случая в Кливланд. Lunchbox е запис от Гранд Рапидс, Мичиган, а I Don't Like the Drugs (But the Drugs Like Me) – от Седър Рапидс, Айова. The Last Day On Earth е изпълнението ѝ в Лас Вегас, Невада
The Last Day On Earth, откъдето черпи и самото заглавие на албума постига по-голям успех в този албум, отколкото като студиен запис в предния албум Mechanical Animals.
Албумът включва и една нова песен Astonishing Panorama of the Endtimes, която е единствената, която е оригинален студиен запис. Тази песен е и единственият официален сингъл от албума, като тя самата е включена и към саундтрака на Celebrity Death Match, за което специално се създава и видеоклип, използващ техниките прилагани в това шоу на MTV.

## Песни
1. Inauguration of the Mechanical Christ – 2:44
2. The Reflecting God – 5:31
3. Great Big White World – 5:22
4. Get Your Gunn – 3:36
5. Sweet Dreams (Are Made of This)/ Hell Outro – 5:36
6. Rock is Dead – 3:20
7. The Dope Show – 3:56
8. Lunchbox – 8:35
9. I Don't Like the Drugs (But the Drugs Like Me) – 7:31
10. Antichrist Superstar – 5:16
11. The Beautiful People – 4:30
12. Irresponsible Hate Anthem – 4:40
13. The Last Day on Earth – 4:26
14. Astonishing Panorama of the Endtimes – 3:59

Бонус тракове към изданието на албума във Великобритания

1. Coma White (Radio Edit)
2. Get My Rocks Off (Dr Hook cover)
3. Coma White (Acoustic)
4. A Rose and a Baby Ruth (John D. Loudermilk cover)